# ويكيبيديا كمصدر
فيما يلي قائمة بالوثائق التي استشهدت بـويكيبيديا كمصدر والتي تهم مستخدمي ويكيبيديا بشكل عام.

## 2014
23 فبراير: أشير إلى مقال التحكم النشط في الضوضاء في مناقشة حول كيفية عمل سماعات الرأس التي تعمل على إلغاء الضوضاء بواسطة Scientific American . تقول المقالة، "هناك العديد من المواقع الإلكترونية التي تشرح كيفية عمل هذه السماعات، لذا فإن البحث البسيط على جوجل سيقودك إليها، ولكن في الحقيقة، تقوم ويكيبيديا بعمل جيد إذا كنت لا تمانع في القليل من المصطلحات الفيزيائية."

## 2013
روبرت دبليو وود، يقول جاكسون إستيت: "تغلبوا على مصلحة الضرائب الأمريكية". مجلة رابطة مستثمري نيويورك ، نوفمبر/ديسمبر ٢٠١٣. ص 11-13، ص 13. تم ذكر سند المشاهير في الحاشية رقم 4.

## 2010
5 أكتوبر و6 أكتوبر: نوقشت مقالة أنور العولقي في نقاش حول ما إذا كان ينبغي إخضاعه للقتل المستهدف؛ وكان من بين الذين ناقشوا هذا الموضوع أندرو سوليفان في مقال " نعم، نحن في حالة حرب، تابعوا" في 5 أكتوبر 2010، في مجلة أتلانتيك؛ وأيمي ديفيدسون في مقال " هل يجب علينا قتل أنور العولقي؟" في 5 أكتوبر 2010، في مجلة نيويوركر ؛ وجلين جرينوالد في مقال "مفجر تايمز سكوير: السبب والنتيجة في الحرب على الإرهاب" في مجلة صالون.

## 2009
- 27 يناير: في منشور على موقع مدونة ibeatyou، أشارت الممثلة جيسيكا ألبا إلى مقالة ويكيبيديا عن السويد أثناء الحرب العالمية الثانية باعتبارها ذخيرة في نزاع مستمر مع المعلق بيل أوريلي.
- تم الوصول إليه في 28 يوليو : على الموقع الرسمي للفلبين للعبة Grand Chase ثنائية الأبعاد، فإن السيرة الذاتية للشخصية القابلة للفتح Ryan (الثانية من الأسفل) هي رفع مباشر من إدخال Ryan في هذه المراجعة لمقالة Grand Chase.